# Резня в Мараше
Резня в Мараше (тур. Maraş katliamı) — массовое убийство, произошедшее в декабре 1978 года в городе Кахраманмараш, Турция. Членами ультраправой националистической группировки Бозкурт были убиты более 100 алевитов, а также курдов и людей левых взглядов.

## Предыстория
События происходили в период между 19 и 26 декабря 1978 года. Они начались с того, что неустановленные террористы кинули взрывное устройство в кинотеатр, популярный среди сторонников правых политических партий. Хотя террористы не были установлены, распространились слухи, что за терактом стоят сторонники левых сил. На следующий день неустановленные террористы кинули бомбу в кофейню, в которой часто собирались сторонники левых партий,. Вечером 21 декабря 1978 года по пути домой были убиты учителя Хаджи Чолак (тур. Hacı Çolak) и Мустафа Юзбашиоглу (тур. Mustafa Yüzbaşıoğlu). Они были известными сторонниками левых. На их похороны собрались около пяти тысяч человек, причём правые радикалы распространяли слухи, что «коммунисты собираются взрывать мечети и убивать мусульман».

## Резня
23 декабря 1978 года начались массовые беспорядки. Группы радикалов штурмовали кварталы, в которых проживали алевиты, уничтожали принадлежащие им дома и магазины. Всего было убито около 100 человек, уничтожено более 200 домов и около 100 магазинов. Ультраправыми были разгромлены офисы Конфедерации революционных профсоюзов Турции, Республиканской народной партии, ассоциаций педагогов и полицейских. Данные о погибших незначительно различаются, так по данным турецкой газеты «Zaman» количество погибших составило 105 человек.

## Реакция
Министр внутренних дел Турции Хасан Фехми Гюнеш заявил, что беспорядки не были спонтанными, они были спланированы заранее. Различные турецкие общественные деятели обвиняли в организации беспорядков и резни ЦРУ, глубинное государство и контргерилью.